# Fermienergi

Tillståndstäthet för en fri-elektrongas med ockuperade tillstånd upp till Fermienergin

Fermienergin är inom fysik den minsta energiförändringen för grundtillståndet hos ett system av fermioner när man lägger till ytterligare en partikel. Vid absoluta nollpunkten är den lika med systemets kemiska potential.  
För ett system av icke-växelverkande elektroner vid absoluta nollpunkten ges den av
{\displaystyle \varepsilon _{F}={\frac {\hbar ^{2}k_{F}^{2}}{2m_{e}}},}
där {\displaystyle m_{e}} är elektronens massa, {\displaystyle \hbar } är Diracs konstant och {\displaystyle k_{F}} är fermivågvektorn:
{\displaystyle k_{F}={\sqrt[{3}]{3\pi ^{2}n_{e}}}},
där ne = (Ne / V) är elektronkoncentrationen = antalet elektroner per volymenhet.
I vanliga metaller har man en degenererad elektrongas. Det innebär att fermi-energin är mycket större än den termiska energin vid rumstemperatur, vilket motsvarar 0,025 eV. Typiska värden är 7,0 eV för en elektrontäthet som i koppar och 11.7 eV för en elektrontäthet som i aluminium. I en fri elektrongas är detta de snabbaste elektronernas rörelseenergi, av samma storleksordning som elektronens rörelseenergi i en väteatom, c /137. Dessa slumpmässiga hastigheter är mycket högre än drifthastigheten (elektronernas medelhastighet vid en elektrisk ström) som är högst någon millimeter per sekund.
{\displaystyle \varepsilon _{F}} blandas ibland ihop med {\displaystyle E_{F}} som är ferminivån.